# RIAJ Digital Track Chart
RIAJ Digital Track Chart é uma parada musical que mede as canções mais baixadas via ringtones ou por computadores.